# فوماریل استو استات
فوماریل استو استات (به انگلیسی: Fumarylacetoacetate) با فرمول شیمیایی C8H8O6 یک ترکیب شیمیایی با شناسه پاب‌کم 5280398 است. که جرم مولی آن ۲۰۰٫۱۴۶ گرم بر مول می‌باشد. 